# عيي عباريم
حسب الكتاب المقدس عيي عباريم واحدة من محطات بني إسرائيل في البرية أثناء التيه بعد خروجهم من مصر، حيث خيموا بها بعد خروجهم من أوبوت، ثم ذهبوا بعدها إلى ديبون جاد. «عَيي» كلمة موآبيّة تعني «خراب»، وعيي عباريم تعني أطلال إبراهيم.
لا يُعرَف موقعها الحالي على وجه التحديد، ولكن من الواضح أنها كانت على حدود موآب الجنوبية بالقرب من وادي زارَد. يري يوهانان أهاروني، ان موقع عِيّي عباريم هو ما يُعرَف اليوم بالمدَينة عند مخاضة زارَد، على بعد 60 كلم (37 ميلًا) جنوب ديبون جاد.